# Rías Medias

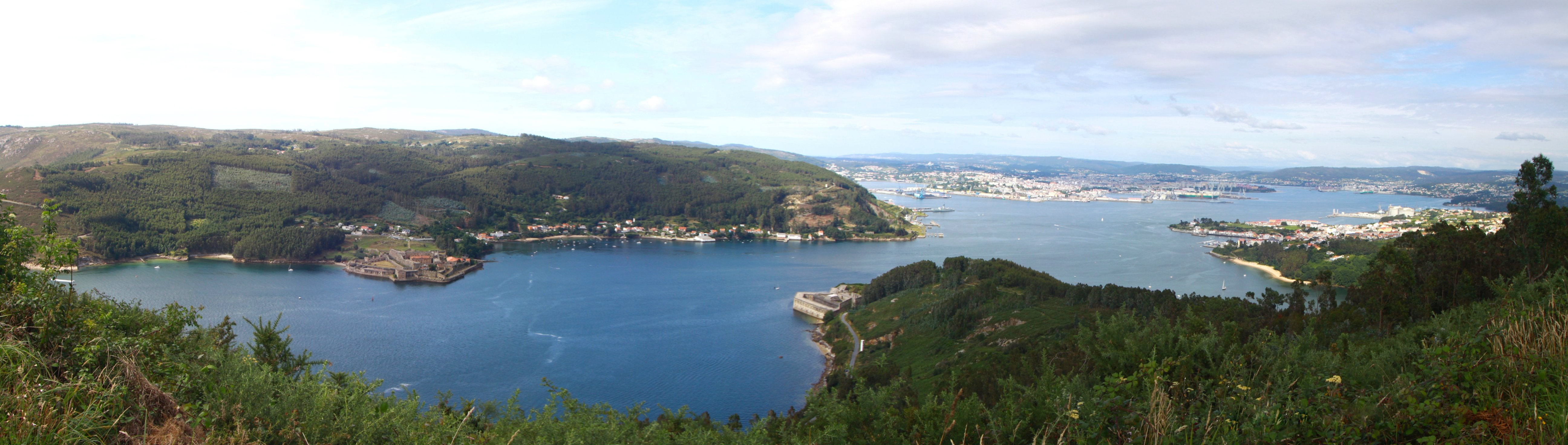
La ría de Ferrol desde Mugardos

Rías Altas, con el subgrupo de Rías Medias (costa de la Muerte y costa Ártabra)

Dentro de las rías de Galicia, se conoce con el nombre de Rías Medias a un subgrupo de las Rías Altas, ubicadas entre el cabo Finisterre y el cabo Ortegal.
La formación de estas rías tuvo lugar tras la de las Rías Bajas y antes del resto de Rías Altas, hace cinco millones de años.
Esta costa de rías también puede subdividirse en costa de la Muerte y en el golfo Ártabro.
Las rías medias son de sur a norte y de oeste a este:
- Ría de Lires
- Ría de Camariñas.
- Ría de Corme y Lage.
- Ría de La Coruña.
- Ría de Betanzos.
- Ría de Ares.
- Ría de Ferrol.
- Ría de Cedeira.

En general están bastante expuestas al mar, es decir, con entrada ancha en relación con su profundidad, excepto la ría de Cedeira, que tiene una colmatación elevada.